# Evaporit

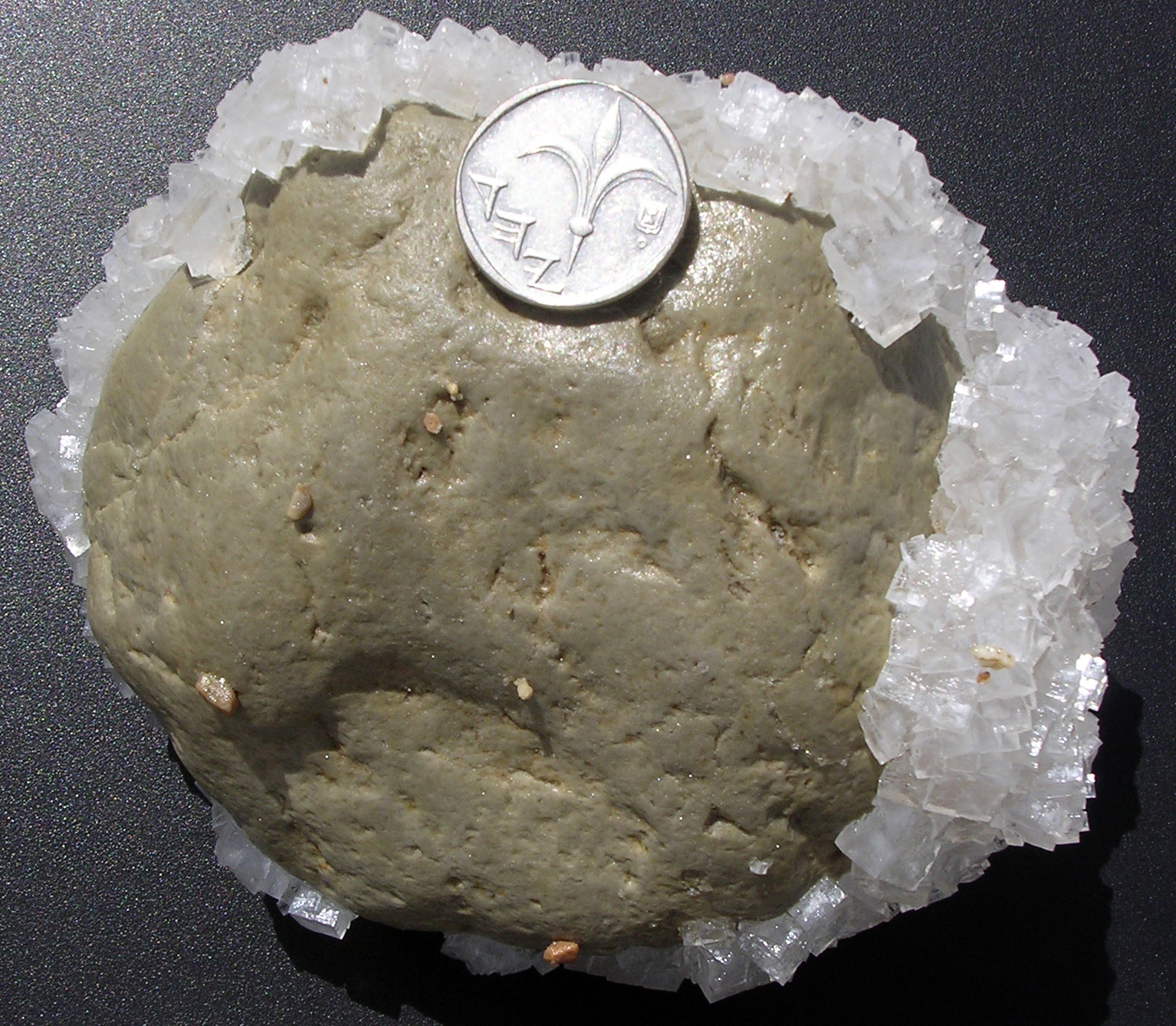
Ein salzumkrustetes Geröll vom Toten Meer (Israel), einem kleinen, rezenten Evaporitbecken

Evaporit (lateinisch evaporo ‚ausdampfen‘, ‚ausdünsten‘) bezeichnet ein chemisches Sedimentgestein, das sich in aridem Klima in Meeres- oder Seebecken durch Ausfällung aufgrund einer verdunstungsbedingten Übersättigung des Wassers an gelösten Mineralen bildet. Sedimentabfolgen, die entweder einen hohen Anteil an Evaporiten besitzen oder fast ausschließlich aus Evaporiten bestehen, werden auch als Salinar bezeichnet.
Evaporitgesteine bestehen aus den sogenannten Evaporitmineralen, bei denen es sich um relativ leicht lösliche Verbindungen aus den Mineralklassen der Halogenide und Sulfate handelt. Die häufigsten Evaporitminerale sind Gips bzw. Anhydrit (beides Kalziumsulfat) und Halit (Natriumchlorid).

## Entstehung

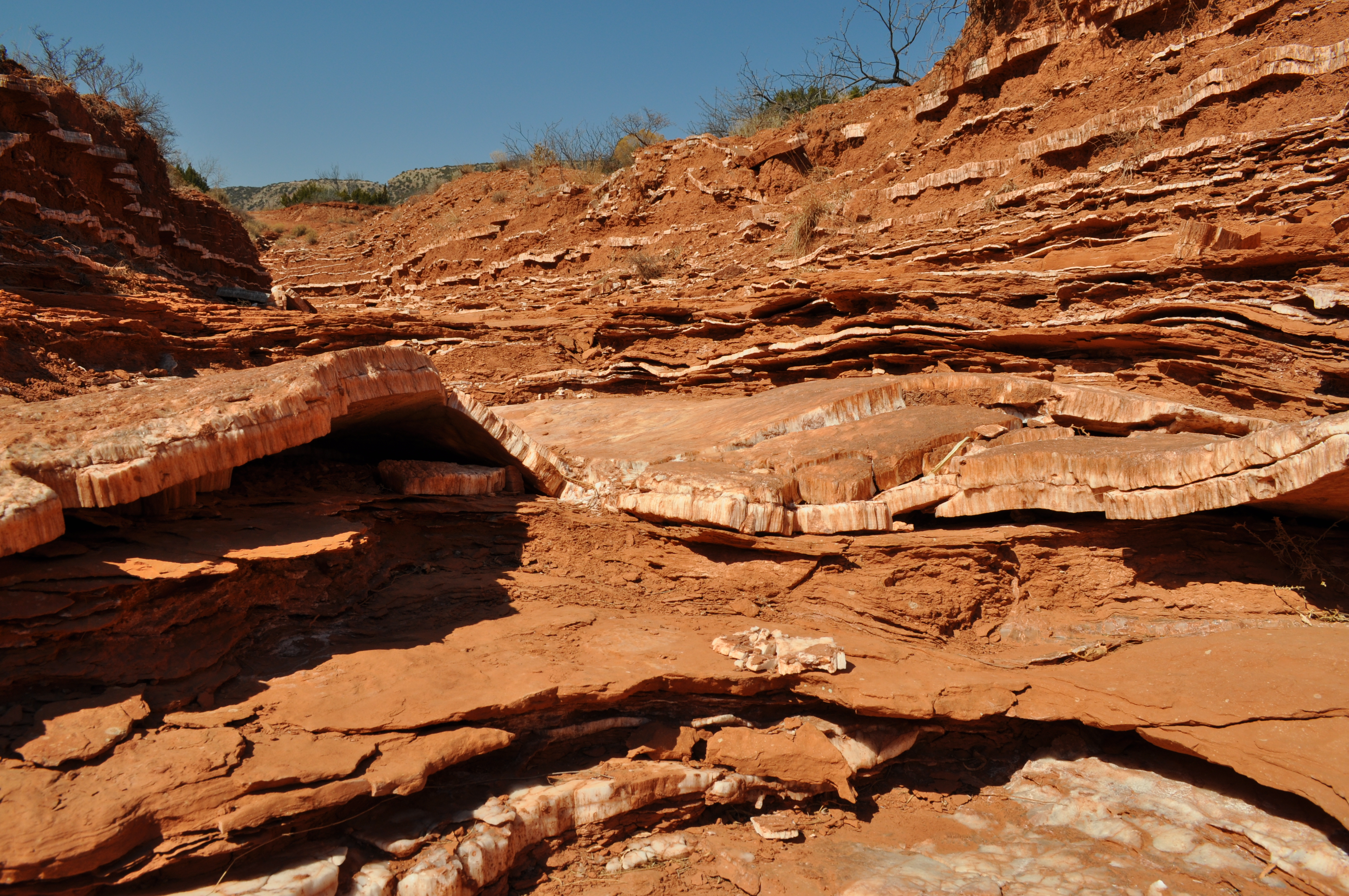
Schichten aus Fasergips in oberpermischen terrestrischen Rotsedimenten, Panhandle-Texas

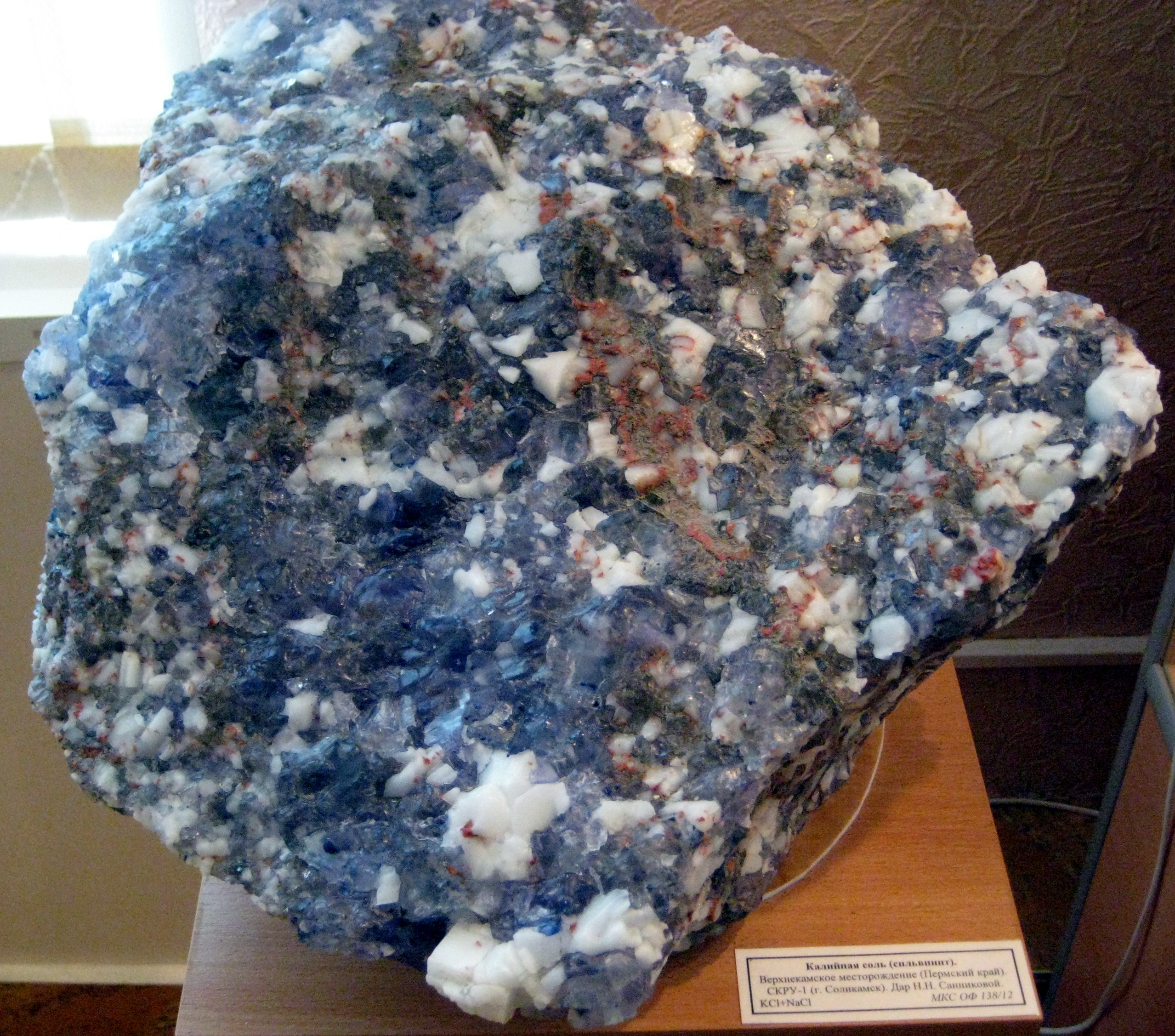
Sylvinitprobe aus blauem Halit mit weißlichen und rötlichen Halit- und/oder Sylvin-Einsprenglingen aus dem Uralkali-Bergwerk SKRU-2 in Solikamsk, Region Perm, Russland

Bei fortschreitender Eindampfung eines Meeres- oder Seebeckens werden die Minerale in Reihenfolge ihrer Löslichkeit, beginnend mit den am schwersten löslichen Mineralen, ausgefällt. Sie bilden dann eine Abfolge, die als Eindampfungs- oder Salinarzyklus bezeichnet wird. Das Gestein aus dem am schwersten löslichen Mineral bildet dabei im Idealfall die Basis eines Zyklus, und das Gestein aus den am leichtesten löslichen Mineralen bildet den oberen Abschluss (engl.: Top) eines Zyklus:
- Bei noch relativ geringer Konzentration fallen die Karbonate aus und bilden Kalkstein, der nachträglich oft in Dolomit umgewandelt worden ist. Da jedoch, über die jüngere Erdgeschichte hinweg und weltweit gesehen, die meisten Kalksteine nicht durch Ausfällung aus übersättigter Lösung entstehen, sondern direkt oder indirekt biogenen Ursprunges sind, zählt Kalkstein bzw. Dolomit nicht zu den Evaporiten im eigentlichen Sinn, sondern bildet innerhalb der chemischen Sedimente eine eigene Gesteinsfamilie. In einem am Beginn eines Eindampfungszyklus stehenden Evaporitbecken ist die Karbonatbildung vermutlich zunächst noch vorwiegend biogen und wird dann durch die zunehmend lebensfeindlicher werdenden Bedingungen von abiogener Ausfällung verdrängt.
- Das erste „richtige“ Evaporitgestein, das sich bei zunehmender Konzentration (auf das ca. 3,5-fache normalsalzigen Meerwassers, konzentriert in rund 25 % der ursprünglichen Wassermenge) bildet, ist Gips. Werden diese Gipsablagerungen später in größere Tiefe versenkt, verliert der Gips sein Kristallwasser und wird in Anhydrit umgewandelt. Unter extremen klimatischen Bedingungen kann Anhydrit aber auch direkt ausgefällt werden. Das weitgehend monomineralische Sedimentgestein wird Gipsgestein oder Gipsit bzw. Anhydritgestein oder Anhydritit genannt
- Als Nächstes fällt Halit aus (Konzentration auf das ca. 10-fache, konzentriert in rund 10 % der ursprünglichen Wassermenge). Das entsprechende, weitgehend monomineralische Sedimentgestein wird Halitit genannt.
- Zuletzt (ab einer Konzentration auf mehr als das 100-fache, konzentriert in weniger als 1 % der ursprünglichen Wassermenge) fallen die Kalium- und Magnesiumsalze aus (u. a. Carnallit, Sylvin, Kainit). Diese werden auch Kalisalze, Edelsalze oder, weil sie vor der Entdeckung, dass sie hervorragend für die Düngemittelherstellung geeignet sind, nicht gefördert, sondern auf die Abraumhalde gekippt wurden, Abraumsalze genannt.[1] Die entsprechenden Gesteine heißen, je nach dominierendem Edelsalzmineral, u. a. Sylvinit oder Carnallitit und werden bergmännisch unter der Bezeichnung Kalisalz zusammengefasst.

Im Regelfall ist ein Eindampfungszyklus aber nicht ideal aufgebaut, sondern weist neben progressiven Schichtenfolgen auch rezessive Schichtenfolgen auf, d. h., dass Evaporite aus schwerer löslichen Mineralen bisweilen Evaporite aus leichter löslichen Mineralen überlagern. Oft sind die Eindampfungszyklen nicht vollständig, sondern enden bereits in der Halit- oder Gipsphase, weil das Meer bzw. der See durch periodische Zufuhr von normalsalzigem Wasser oder Süßwasser nie ein Konzentrationsniveau erreichte, das zur Ausfällung von Edelsalzen notwendig ist. Da die Löslichkeitsprodukte von Kalzit, Gips, Halit und Edelsalzen relativ weit auseinander liegen, fallen diese Minerale nur in jeweils einem engen Konzentrationsfenster zusammen aus, wobei nur Kalkstein und Gips, Gips und Halit sowie Halit und Edelsalze zusammen ausfallen, nie aber Kalkstein und Halit oder Gips und Edelsalze, da bereits alles Karbonat bzw. Gips gefällt ist, bevor Natriumchlorid bzw. die Edelsalze beginnen auszufallen.
Dass Evaporite aus übersättigtem Meerwasser ausfallen, macht man sich in Meerwassersalinen zur Gewinnung von Meersalz zunutze, indem man das Wasser dort in flache Becken pumpt und mit Hilfe der Sonneneinstrahlung verdunsten lässt.

## Vorkommen
Evaporitserien sind im Vergleich zu Kalksteinserien oder siliziklastischen Abfolgen eher selten in der geologischen Überlieferung. Die bedeutendste Salinarserie in Mitteleuropa ist die Zechsteinserie des oberen Perms. Weitere Salinarserien in Mitteleuropa finden sich im Oberen Buntsandstein (Röt-Salinar), im Mittleren Muschelkalk, im mittleren Keuper („Gipskeuper“) und im Eozän und Oligozän des Oberrheingrabens. Auch das Oberperm von Oklahoma und Texas sowie des westlichen Ural-Vorlandbeckens („Prä-Ural“) in Russland führt mächtige Evaporitfolgen. Im Untergrund des Mittelmeeres liegen relativ junge Vorkommen, die auf die sogenannte Messinische Salinitätskrise (MSC) im jüngsten Miozän zurückgehen (Messinische Evaporite).